# NGC 6385
NGC 6385 é uma galáxia espiral barrada (SBa) localizada na direcção da constelação de Draco. Possui uma declinação de +57° 31' 19" e uma ascensão recta de 17 horas, 28 minutos e 01,5 segundos.
A galáxia NGC 6385 foi descoberta em 22 de Julho de 1886 por Lewis A. Swift.